# United States Army Special Operations Command

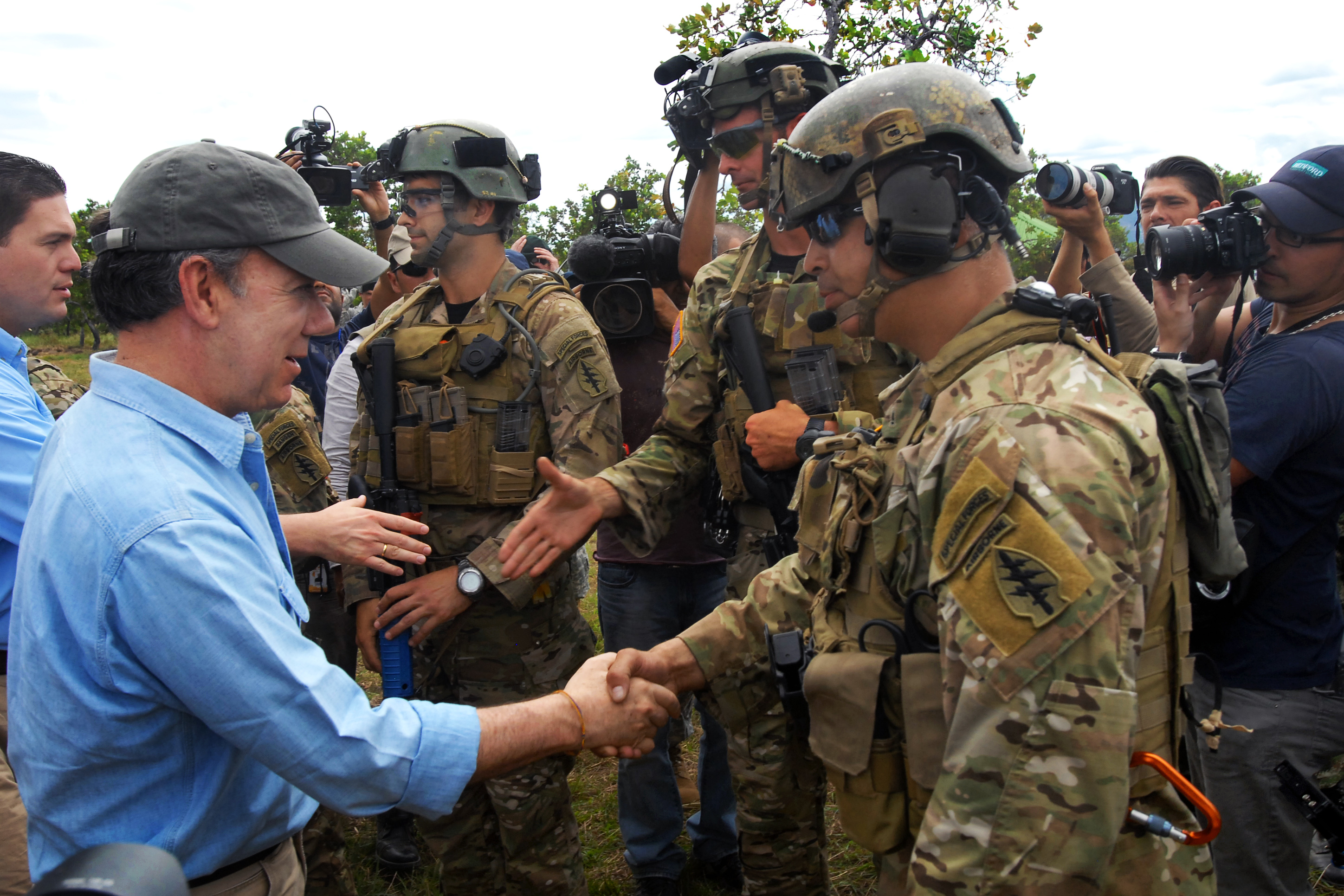
Soldati del 7th Special Forces Group incontrano il Presidente colombiano Juan Manuel Santos durante l'esercitazione Fuerzas Comando 2012.

Lo United States Army Special Operations Command (USASOC) è un comando dell'Esercito degli Stati Uniti responsabile di tutte le sue forze speciali. Il suo Quartier Generale è situato presso Fort Bragg, in Carolina del Nord.

## Missione
Il comando organizza, addestra e forma, gestisce, equipaggia, finanzia ed amministra, mobilita, schiera e sostiene le forze per operazioni speciali dell'esercito per portare a termine con esito positivo operazioni speciali in tutto il mondo.

## Organizzazione
Il comando controlla le seguenti unità:
- United States Army Special Forces
  -  Headquarters & Headquarters Company
  -  1st Special Forces Group (Airborne) - Joint Base Lewis-McChord, Washington - Sotto il controllo operativo dell'USINDOPACOM
    - 1st Battalion - Okinawa, Giappone
      - Headquarters & Headquarters Detachment
      -  Company A
      -  Company B
      -  Company C
      -  Support Company

    - 2nd Battalion
      - Headquarters & Headquarters Detachment
      -  Company A
      -  Company B
      -  Company C
      -  Support Company

    - 3rd Battalion
      - Headquarters & Headquarters Detachment
      -  Company A
      -  Company B
      -  Company C
      -  Support Company

    - Group Support Battalion
      -  Headquarters & Headquarters Company
      -  Company A
      -  Company B
      -  Company C
      -  Company D

    - 112th Chemical Reconnaissance Detachment

  -  3rd Special Forces Group (Airborne) - Fort Liberty, Carolina del Nord - Sotto il controllo operativo dell'USAFRICOM
    - 1st Battalion
      - Headquarters & Headquarters Detachment
      -  Company A
      -  Company B
      -  Company C
      -  Support Company

    - 2nd Battalion
      - Headquarters & Headquarters Detachment
      -  Company A
      -  Company B
      -  Company C
      -  Support Company

    - 3rd Battalion
      - Headquarters & Headquarters Detachment
      -  Company A
      -  Company B
      -  Company C
      -  Support Company

    - Group Support Battalion
      -  Headquarters & Headquarters Company
      -  Company A
      -  Company B
      -  Company C
      -  Company D

    - 14th Chemical Reconnaissance Detachment

  - 5th Special Forces Group (Airborne)
    - 1st Battalion
      - Headquarters & Headquarters Detachment
      -  Company A
      -  Company B
      -  Company C
      -  Support Company

    - 2nd Battalion
      - Headquarters & Headquarters Detachment
      -  Company A
      -  Company B
      -  Company C
      -  Support Company

    - 3rd Battalion
      - Headquarters & Headquarters Detachment
      -  Company A
      -  Company B
      -  Company C
      -  Support Company

    - Group Support Battalion
      -  Headquarters & Headquarters Company
      -  Company A
      -  Company B
      -  Company C
      -  Company D

    - 56th Chemical Reconnaissance Detachment

  - 7th Special Forces Group (Airborne)
  - 10th Special Forces Group (Airborne)
  - 19th Special Forces Group (Airborne), Utah Army National Guard
  - 20th Special Forces Group (Airborne), Alabama Army National Guard
  - 4th Psychological Operations Group
  - 8th Psychological Operations Group
  -  95th Civil Affairs Brigade (Airborne)
    - Headquarters & Headquarters Company
    -  91st Civil Affairs Battalion
    -  92nd Civil Affairs Battalion
    -  96th Civil Affairs Battalion
    -  97th Civil Affairs Battalion
    -  98th Civil Affairs Battalion

  -  528th Sustainment Brigade (Airborne)
    -  Special Troops Battalion
    -  112th Special Operations Signal Battalion (Airborne)
    - Army Special Operations Forces Support Operations Cell
    - 6 USASOC Liaison Elements
    -  195th Special Operations Forward Support Company (Airborne), Nebraska Army National Guard
    -  197th Special Troops Support Company, Texas Army National Guard
- John F. Kennedy Special Warfare Center and School
- 75th Ranger Regiment, Fort Benning, Georgia
- Special Operations Aviation Command
  - Headquarters & Headquarters Company
  -  160th Special Operations Aviation Regiment
  -  U.S. Army Special Operations Command Flight Company - Equipaggiata con 7 C-27J Spartan
  - Systems Integration Management Office
  - Special Operations Aviation Training Battalion
    - Headquarters & Headquarters Company, Fort Campbell, Kentucky
    -  Company B
    -  Company D

## Storia
A seguito della fallimentare operazione Eagle Claw del 1980, lo stato maggiore delle forze armate statunitensi decise di creare un organismo che riunisse tutte le unità di forze per operazioni speciali dell'esercito finora esistenti e che avevano una dipendenza propria. Il 1º ottobre 1982 fu quindi costituito in via provvisoria a Fort Liberty il 1st Special Operations Command (1st SOCOM), sotto il comando del Brigadier Generale Joseph C. Lutz.
Il 25 ottobre 1983 il 1st e 2nd Ranger Battalion, la Task Force 160 (160th Aviation Battalion), il 96th Civil Affairs Battalion e il 4th Psychological Operations Group presero parte all'invasione dell'isola di Grenada (denominata operazione Urgent Fury). L'operazione mise in risalto la necessità di un intero reggimento di Rangers, così nel 1984 furono creati un terzo battaglione e la compagnia comando, attivando il 75th Ranger Regiment.

### Struttura attuale
Il 1º dicembre 1988 lo US Army Special Operations Command fu attivato provvisoriamente, prendendo sotto di sé le unità del 1st SOCOM. Un anno dopo il comando fu attivato permanentemente. Il 20 dicembre l'intero 75th Ranger Regiment, il 160th Special Operations Aviation Group, il 3rd Battalion (in seguito anche il 2nd) del 7th Special Forces Group, il 96th Civil Affairs Battalion, il 112th Special Operations Signal Battalion e il 4th Psychological Operations (PsyOps) Group presero parte all'invasione di Panamá (operazione Just Cause).
Il 2 agosto 1990 l'Iraq invase il Kuwait, sopraffacendo in poco tempo le piccole forze armate kuwaitiane. Immediatamente varie forze per operazioni speciali statunitensi furono inviate in Arabia Saudita con il compito di preparare i piani delle operazioni speciali. Lo USASOC contribuì schierando l'intero 5th Special Forces Group, elementi del 3rd e 10th Special Forces Group, il 1st Ranger Battalion, il 160th Special Operations Aviation Regiment (SOAR), il 96th Civil Affairs Battalion, il 112th Special Operations Signal Battalion, il 528th Support Battalion e il 4th PsyOps Group. I reparti del comando compirono operazioni di ricerca e soccorso in zona di guerra, azioni dirette, guerra psicologica, assistenza militare e ricognizioni speciali in profondità durante le operazioni Desert Shield e Desert Storm.
Il 27 novembre 1990 il 1st SOCOM fu disattivato e rinominato in Army Special Forces Command, riunendo sotto di sé tutti i gruppi delle Special Forces.
Tra la fine del 1992 e l'inizio del 1994 soldati del comando presero parte all'operazione Restore Hope in Somalia, con l'obiettivo di portare la pace e sconfiggere la carestia. In particolare tra il 3 e il 4 ottobre 1993, la Bravo Company del 3rd Ranger Battalion e il 1st Battalion del 160th SOAR (assieme a soldati della Delta Force, SEALs del DEVGRU e avieri del 24th Special Tactics Squadron, parte del Joint Special Operations Command) furono coinvolti in duri combattimenti nella città di Mogadiscio, durante i quali numerosi militari furono uccisi e feriti ed elicotteri abbattuti.
Dal dicembre 1995 al dicembre 2004 le unità del comando furono impiegate in Bosnia ed Erzegovina (operazioni Joint Endeavor, Joint Guard e Joint Forge) e alla fine degli anni 1990 in Kosovo (operazioni Allied Force e Joint Guardian).

### La guerra al terrorismo
A seguito degli attentati terroristici dell'11 settembre 2001 gli Stati Uniti d'America furono coinvolti in un nuovo tipo di guerra contro il gruppo terroristico islamista al-Qāʿida, guidato da Osāma bin Lāden, e i suoi alleati. Nell'ottobre 2001 iniziarono le operazioni in Afghanistan sotto il nome di operazione Enduring Freedom - Afghanistan, con l'obiettivo di spodestare i Talebani e catturare bin Lāden. Dal gennaio 2015 l'operazione si chiama Freedom's Sentinel e vi hanno preso parte tutti i reparti dipendenti dall'USASOC, conducendo tutti i generi di operazioni speciali, dall'addestramento e collaborazione con le forze di difesa afghane ai raid unilaterali per uccidere o catturare capi Talebani e alleati.
Contemporaneamente alle operazioni in Afghanistan, forze per operazioni speciali dell'esercito, assieme a quelle di marina e aeronautica, furono dispiegate nelle Filippine nell'ambito dell'operazione Enduring Freedom - Philippines, con il compito di supportare il locale governo nella lotta contro i gruppi terroristici, in particolare Abū Sayyāf, e l'addestramento delle forze armate nazionali. Il 1º maggio 2015 l'operazione sarà conclusa.

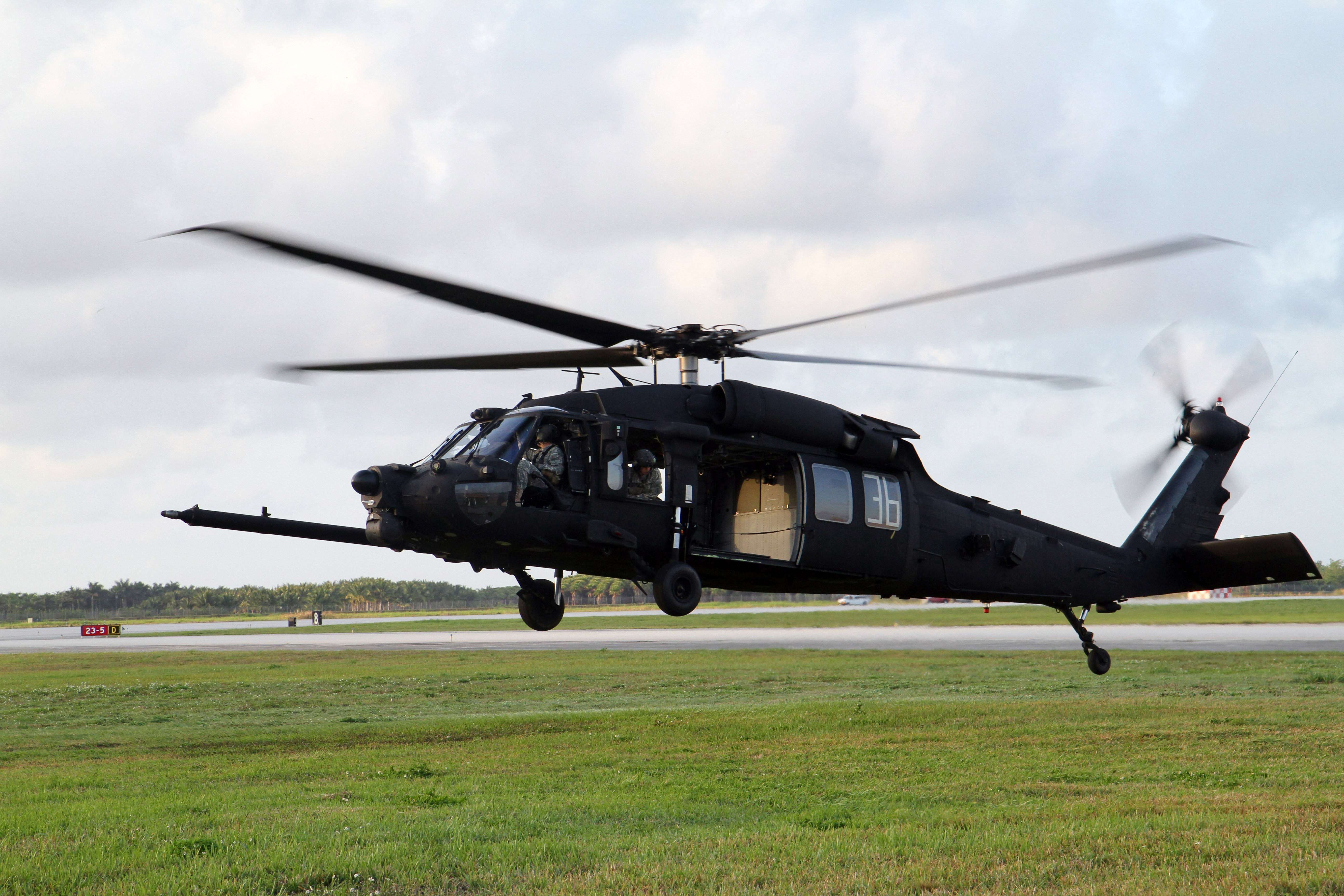
Un elicottero MH-60 Black Hawk del 160th Special Operations Aviation Regiment durante un'operazione.

La notte del 19 marzo 2003 prese formalmente via l'operazione Iraqi Freedom, l'invasione della coalizione a guida statunitense dell'Iraq con l'obiettivo di deporre il Presidente Saddam Hussein e instaurare un governo di tipo democratico. I primi reparti a penetrare in territorio iracheno furono distaccamenti operativi delle Special Forces (assieme alla Delta Force del JSOC e alla Special Activities Division della CIA) da Kurdistan, Giordania, Kuwait e Arabia Saudita. A seguito della cattura del Raʾīs il 13 dicembre 2003, in Iraq iniziò a prendere piede il fenomeno dell'insurrezione armata, composta da milizie sciite, sunnite (principalmente al-Qāʿida in Iraq, poi Stato Islamico dell'Iraq) e del Partito Ba'th. L'operazione di conseguenza si trasformò, e le forze per operazioni speciali di tutti i servizi presero parte alle operazioni di contrasto all'insurrezione, di eliminazione dei leader delle diverse fazioni e della ricostituzione delle nuove forze armate irachene. Dalla fine del 2010 l'operazione è stata rinominata in New Dawn e ha visto il graduale ritiro delle forze statunitensi, conclusosi nel dicembre 2011.
Nel 2005 iniziò anche l'operazione Enduring Freedom - Trans Sahara, con obiettivi il contrasto all'integralismo islamico (Boko Haram e al-Qāʿida nel Maghreb islamico in testa) e la cooperazione con i paesi dell'Africa occidentale e del Maghreb. Dal 2013 pare che l'operazione abbia preso il nome di Juniper Shield.

## Simbologia

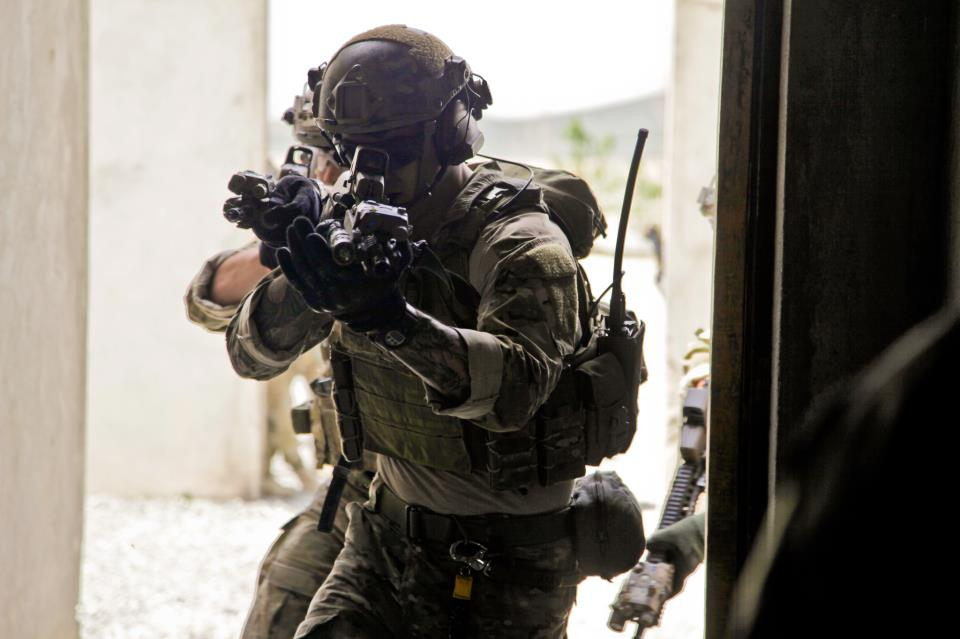
Rangers del 1st Battalion si esercitano per un'operazione notturna in Afghanistan.

### Simbolo da spalla
Punta di lancia rossa stilizzata, ispirata al simbolo da spalla della 1st Special Service Force canado-americana, a significare l'acquisizione da parte dell'USASOC delle tradizioni dei reparti speciali della seconda guerra mondiale. La daga nera sguainata (un coltello da combattimento Fairbairn-Sykes utilizzato dai Commando britannici) rappresenta la completa preparazione militare ed è il simbolo tradizionale delle operazioni speciali dell'esercito. Adottato il 1º dicembre 1989.

### Simbolo distintivo
Il mondo argentato con le terre emerse di colore nero rappresentano il dominio nelle operazioni terrestri delle forze per operazioni speciali dell'esercito all'interno della comunità interforze. La punta di lancia rossa si ispira al simbolo della 1st Special Service Force e rappresenta lo spirito combattivo dei guerrieri nativi americani. La daga sguainata rappresenta l'Office of Strategic Services e i battaglioni Rangers della seconda guerra mondiale e simboleggia la completa preparazione e prontezza militare a servire in ogni dove, in ogni momento e in qualunque situazione. Il drappeggio giallo rappresenta il merito e l'onore e rievoca il motto presente sul precedente simbolo, "Senza Pari". Adottato il 5 ottobre 2011, rimpiazzando quello precedentemente adottato il 21 febbraio 1990.